# 6e régiment de Marines (États-Unis)
Pour les articles homonymes, voir 6e régiment.
Le 6e régiment de Marines est un régiment du corps des Marines des États-Unis. Il est basé à Camp Lejeune en Caroline du Nord. Le régiment appartient à la 2e division des Marines elle-même appartenant à la 2e force Expéditionnaire des Marines.

## Composition
- QG du 6e Régiment (HQ/6) ;
- 1er bataillon du 6e régiment (1/6) ;
- 2e bataillon du 6e régiment (2/6) ;
- 3e bataillon du 6e régiment (3/6) ;
- 1er bataillon du 8e régiment (1/8), intégré le 25 novembre 2020[1].

## Les Guerres mondiales
Le régiment est formé au camp Quantico situé en Virginie le 11 juillet 1917. Il était sous le commandement de James Harbord. En juin 1918, avec le 5e régiment et le 6e Machine Gun Batallion, il forme la 4e Brigade Expéditionnaire des Marines, le régiment est envoyé en France. Les hommes participent alors à la bataille du bois Belleau. En récompense de sa bravoure et de son courage, les 5e et 6e régiments reçoivent du gouvernement français la Croix de guerre avec Palmes.

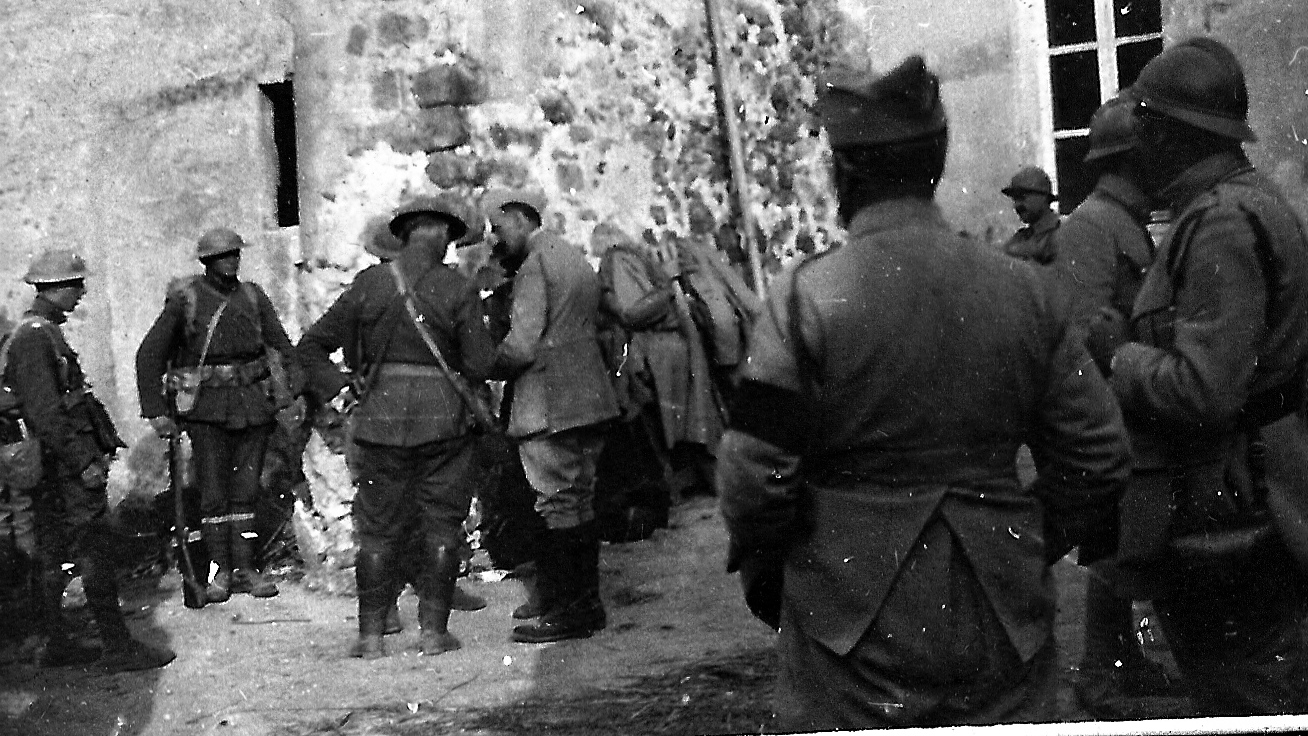
le Major Maurice Shearer du 6e à Lucy-le-Bocage en 1918.

Pour leurs actions futures vers Soissons et en Champagne, les Marines furent encore cités deux fois. À la suite de la capitulation allemande, le régiment participe à l'occupation de l'Allemagne. Durant les années 1920, le régiment participa à des opérations à Cuba, en République dominicaine puis en Chine.
Au moment de la déclaration de guerre des États-Unis, le 7 décembre 1941, le régiment est stationné en Islande dans le cadre de la 1re brigade de marines (provisoire). Entre février et mars 1942, le régiment quitte l'Islande et la brigade finit par être dissoute à New York le 25 mars, les hommes étant reversés à la 2e division de Marines. Le 4 janvier 1943, le régiment participe à la bataille de Guadalcanal. Elle y rejoint les 2e et 8e régiments déjà présents. En novembre 1943, le régiment se voit cité à l'ordre présidentiel pour ses actions durant la bataille de Tarawa. En juin 1944, le régiment participera à la bataille de Saipan puis à la conquête d'Okinawa.

## Depuis 1945
Le régiment revient aux États-Unis en 1949. À partir de cette date, il sera déployé en Méditerranée puis dans les Caraïbes. Elle participa notamment pour le 3e bataillon à l'intervention au Liban en 1958. À la suite de la crise des missiles de Cuba, le régiment est envoyé à Cuba dans la base américaine de Guantánamo pour compléter la défense de la base. En 1965, l'unité fait partie de l'opération Powerpack en république Dominicaine. En 1983, c'est au tour du 2e bataillon d'aller au Liban en tant que membre de la Force multinationale de sécurité à Beyrouth. En décembre 1989, des éléments du régiment participent à l'invasion du Panama par les États-Unis. Puis de septembre 1990 à avril 1991, elle participe à l'opération Tempête du désert. Elle franchit la frontière irakienne et capture plusieurs milliers de prisonniers.

### Guerre contre le terrorisme

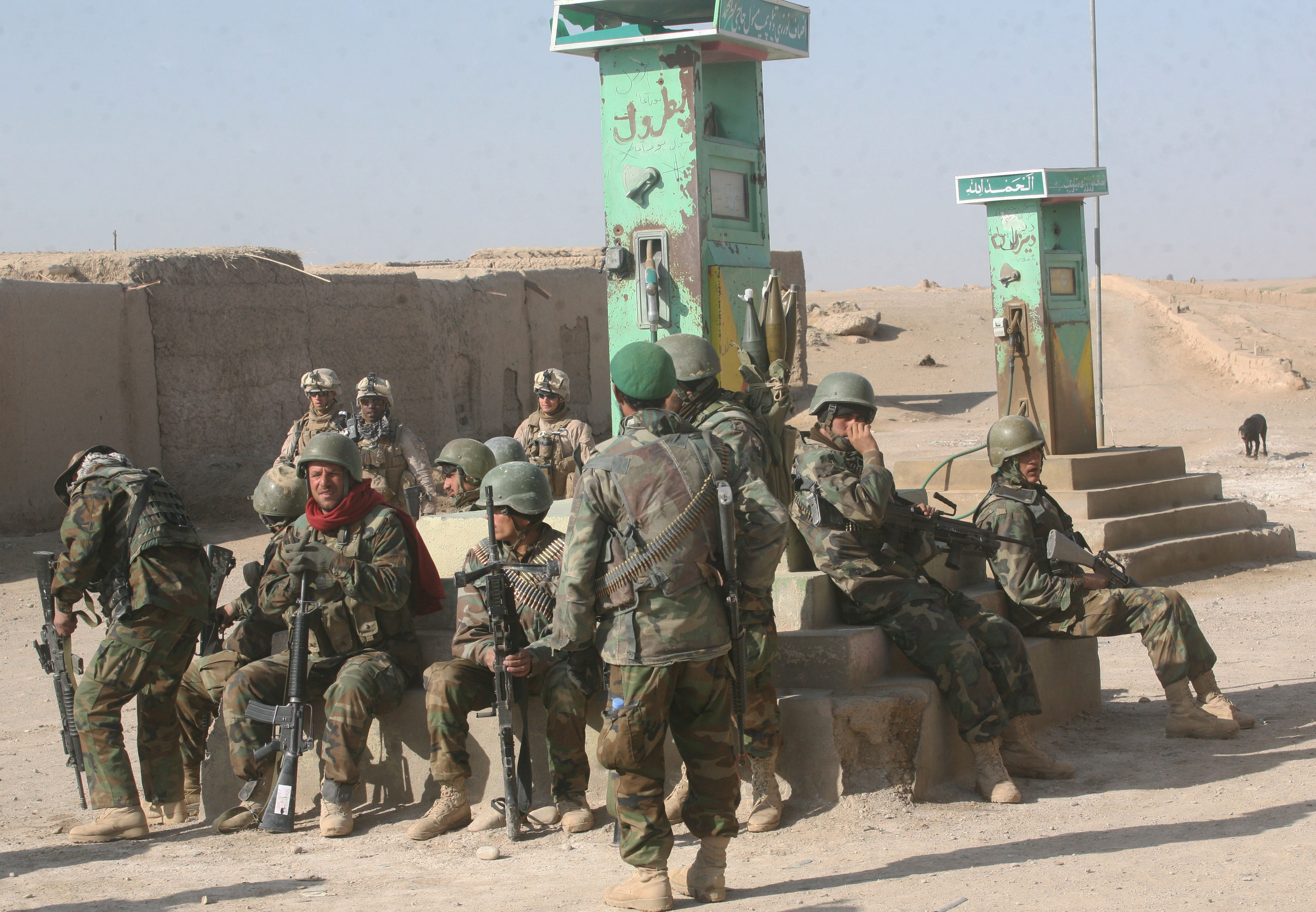
Des militaires de l'armée nationale afghane et du 3e bataillon du 6e régiment durant l'opération Mushtarak en 2010.

En 2004, le 6e régiment est déployé sur la base aérienne de Bagram en Afghanistan en soutien de l'operation Enduring Freedom.
En janvier 2007, l'unité est pour la première fois déployée en Irak dans le cadre de l'opération Iraki Freedom. Elle prend alors le commandement du 2e bataillon du 2e régiment de Marines, du 2e bataillon du 8e régiment de Marines et du 1er bataillon du 24e régiment de Marines. Au printemps, ces unités sont remplacées par le 2e bataillon du 6e régiment, 2e bataillon du 7e régiment et le 3e bataillon du 6e régiment.

## Distinctions
- Citation à l'ordre présidentiel en 1943 pour l'action sur Tarawa
- Banderole de l'armée d'occupation en Allemagne.
- Yangtze Service Streamer.
- China Service Streamer.
- Banderole de l'American Defense Service avec Bronze Star.
- Banderole de la Campagne du pacifique avec Bronze et Silver Star.
- Banderole de la victoire pour la Seconde Guerre mondiale.
- Croix de guerre française avec deux palmes, une étoile et fourragère.
- Banderole de la force armée expéditionnaire avec 2 Bronze Star.